# 명패

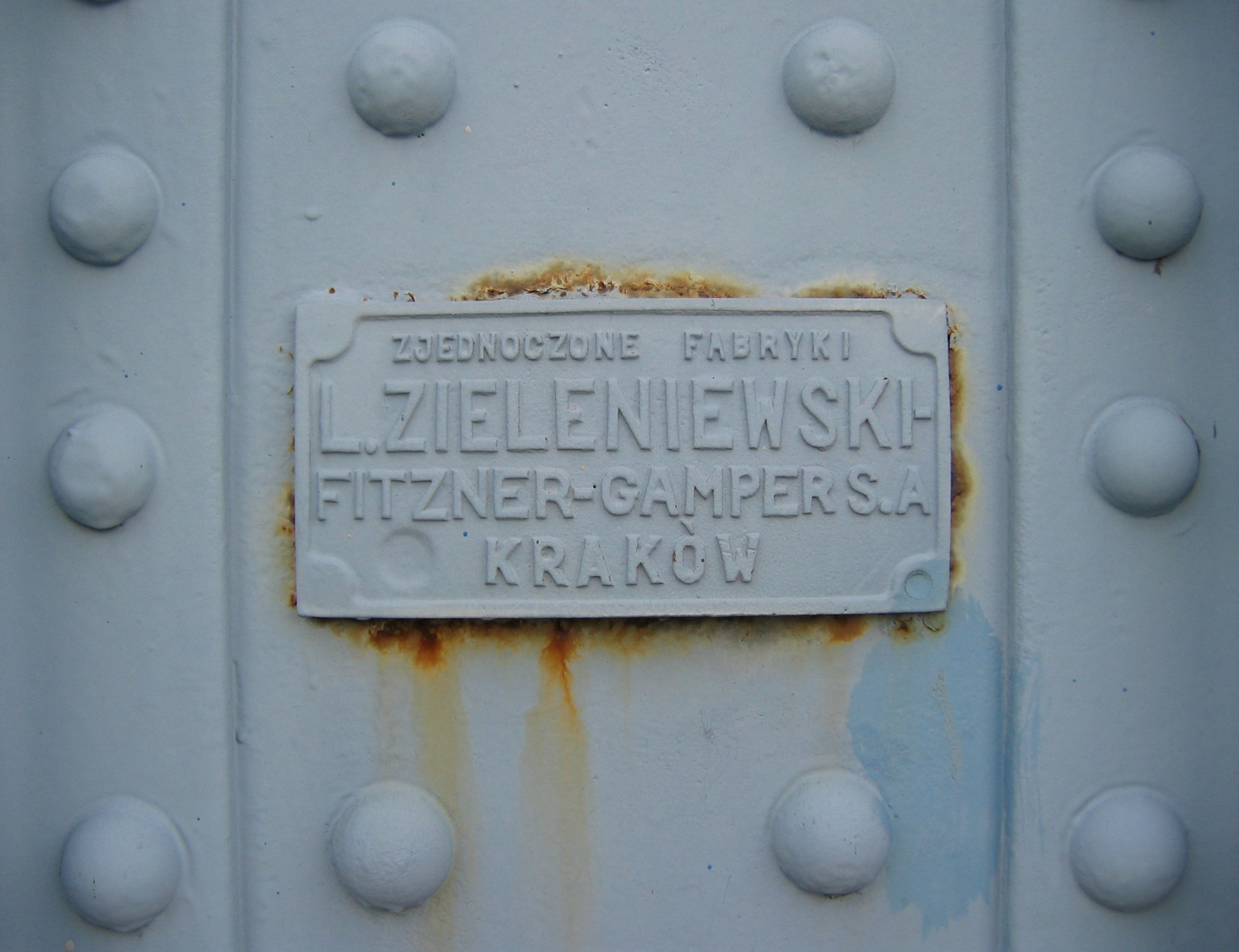

명패 또는 명판은 사람이나 제품의 이름을 식별하고 표시한다. 명판은 일반적으로 직사각형 모양이지만 다른 모양으로 되어 있을 수 있으며 때로는 누군가가 쓴 이름의 모양을 취하기도 한다. 명판은 주로 정보 제공 기능(예: 문이나 벽에 부착된 명판이 직원의 공간을 식별하는 사무실 환경) 또는 상업적 역할(예: 브랜드를 식별하기 위해 제품에 명판을 부착하는 소매 환경)을 수행한다. 이름표는 유니폼이나 의복에 부착되는 경향이 있는 반면, 명판은 물체(예: 자동차, 증폭 장치) 또는 물리적 공간(예: 문, 벽 또는 책상)에 부착되는 경향이 있다. 명판은 명판과도 구별된다. 명판은 더 큰 크기를 가지며 이름과 직위보다 더 많은 정보를 전달하는 것을 목표로 한다.

## 같이 보기
- 레이블
- 이름표
- 차량 번호판